# DC Comics
DC Comics est l'une des principales maisons d’édition américaines de comics. DC Comics fait partie du conglomérat WarnerMedia. Les initiales « DC » sont une abréviation de « Detective Comics ». DC comporte plusieurs filiales, notamment Vertigo, dévolue au fantastique, et Wildstorm, plutôt dévolue à la science-fiction et aux aventures de super-héros plus modernes.

## Histoire

### Origine et âge d'or (1934–1956)
L'origine de DC Comics remonte à l'année 1934 lorsque Malcolm Wheeler-Nicholson, un ancien major de l'armée américaine devenu auteur pour des pulps, fonde la société National Allied Publications. En février 1935 est publié le premier numéro de New Fun Comics qui propose des comics inédits, ce qui alors le démarque des autres comic books dans lesquels on ne trouve que des rééditions de comic strips. New Fun Comics ne connaît pas le succès, mais un deuxième comics, New Comics, est tout de même créé. En octobre 1936 dans le sixième numéro de New Fun Comics apparaît le Dr. Occult créé par Jerry Siegel et Joe Shuster. Les aventures de ce personnage se poursuivent dans More Fun Comics qui est la suite de New Fun Comics. Une autre série proposée est Slam Bradley aussi de Siegel et Shuster. National Allied Publications vivote mais est endetté. Cela oblige Malcolm Wheeler-Nicholson à s'associer avec Harry Donenfeld et Jack Liebowitz qui gèrent l'entreprise distribuant les comics de National Allied Publications. En 1937, National Allied Publications est renommé en Detective Comics, Inc. et un troisième comics, Detective Comics, est publié. En 1938, le major pour éponger ses dettes vend ses dernières parts à Donenfeld.
1938 est une année importante pour DC pour une autre raison. C'est en effet cette année que paraît le premier numéro d'Action Comics en avril 1938,,. Ce comics va révolutionner le monde la bande dessinée américaine, car Superman, le premier super-héros, y fait son apparition. L'éditeur ne s'attend pas à ce que ce personnage rencontre le succès et si Superman est sur la couverture du no 1, il est par la suite remplacé par d'autres personnages. Cependant, il s'avère rapidement qu'Action Comics voit ses ventes augmenter et que cela est dû à la présence de Superman. DC devient alors l'éditeur le plus important. Un comic strip consacré à Superman est distribué à partir de janvier 1939 et un second comic book, intitulé Superman débute la même année. En 1939 encore, dans le 27e numéro de Detective Comics apparaît Batman créé par Bob Kane et Bill Finger et en 1941 encore, dans le 8e numéro de All Star Comics apparaît Wonder Woman créé par William Moulton Marston et H. G. Peter.
L'année 1939 est aussi marquée par la fondation d'une nouvelle maison d'édition, la All-American Publications dirigée par Max Gaines, l'inventeur du comic book. DC et All-American Publications sont deux entreprises distinctes, mais le logo DC apparaît sur tous les comics et ceux-ci apparaissent comme faisant partie d'une seule collection. All American publications publie alors les aventures de Green Lantern, Flash et Wonder Woman. DC apparaît comme la maison d'édition la plus importante, et cela, surtout grâce à Superman qui procure des revenus importants. Donenfeld et Liebowitz, attentifs à ne pas perdre cette manne, vont poursuivre en justice les super-héros qui ressemblent un peu trop à Superman. Ils gagnent un premier procès contre Victor Fox, propriétaire de Fox Comics qui proposent les aventures de Wonder man puis déposent, en 1941, une plainte contre la société Fawcett Comics qui publie les aventures de Captain Marvel de C. C. Beck. En 1941, DC parvient à s'attacher Jack Kirby et Joe Simon, deux jeunes artistes qui viennent de créer, pour Timely, Captain America. DC possède donc des séries très rentables et travaille avec des auteurs talentueux, ce qui assure sa première place parmi les éditeurs de comics. Le développement de la firme se poursuit lorsqu'en 1944, Max Gaines vend sa société à DC Comics pour fonder une nouvelle maison d'édition Educational Comics, plus connue comme EC Comics.
Dans l'immédiate après-guerre, le monde des comics va connaître deux crises simultanées. Tout d'abord, une crise de surproduction entraîne la faillite de nombreux éditeurs et l'arrêt de nombreux comics qui ne trouvent pas de place sur les rayons des marchands de journaux. Ceux-ci, inondés de nouveaux titres, préfèrent garder les séries les plus populaires. Par ailleurs, si les comics de super-héros restent les plus populaires, les lecteurs s'intéressent à des genres différents, parfois plus adultes. Ainsi, les comic books racontant des histoires criminelles, sur le modèle de Crime does not pay, édité par Lev Gleason Publications, sont les premiers à offrir une alternative pour des lecteurs plus âgés. Viennent ensuite les romance comics, dont le genre est créé par Simon et Kirby pour l'éditeur Prize en 1947 avec le titre Young Romance, et les comics d'horreur portés par EC Comics sous la direction de Bill Gaines, fils de Max Gaines, et édités par Al Feldstein,. DC est relativement épargné par ces deux crises : ces comics sont là depuis assez longtemps pour être proposés par les vendeurs de journaux ; Superman, Batman et Wonder Woman ont un lectorat fidèle et qui se renouvelle (les autres héros disparaissent les uns après les autres, mais ces trois-là sont les seuls à être distribués en continu durant les années 1950) ; la production est assez diversifiée pour atteindre les différentes attentes des lecteurs ; les dessinateurs maison sont parmi les meilleurs (Carmine Infantino, Joe Kubert, Gil Kane, etc.). DC continue donc à se développer et en 1953, elle rachète l'éditeur Quality Comics, ce qui permet de devenir propriétaire de personnages tels qu'Uncle Sam ou Blackhawk.

### Âge d'argent (1956–1970)
En 1956, DC, sous l'impulsion du rédacteur en chef Julius Schwartz, tente de relancer le genre des super-héros. Ainsi, dans le quatrième numéro du comic book Showcase, daté de septembre 1956, apparaît un nouveau Flash, scénarisé par Robert Kanigher, dessiné par Carmine Infantino et encré par Joe Kubert. Si le nom et les pouvoirs du personnage sont semblables à ceux du héros dont les aventures paraissaient dans les années 1930 et 1940, rien d'autre n'est commun : ni l'identité secrète, ni l'origine, ni l'environnement. Cet essai est un succès et bientôt Flash a droit à son comic book. Green Lantern, dans le no 22 de ce même comic book, publié à l'été 1959, a droit au même traitement pour un aussi bon résultat. L'étape suivante est la création d'une équipe comprenant les nouveaux venus et les trois anciens, Superman, Batman et Wonder Woman. La Ligue de justice d'Amérique apparaît pour la première fois dans le comic book The Brave and The Bold no 28 paru en 1960. L'année d'après le premier numéro de The Justice League of America paraît et devient le comics le plus vendu. Les super-héros vont donc revenir à la mode, mais c'est une autre maison d'édition Marvel Comics qui va le plus en profiter, car sous l'égide de Stan Lee et avec des artistes tels que Jack Kirby ou Steve Ditko des nouveaux personnages (Les Quatre Fantastiques, Hulk, Spider-Man, etc.) apparaissent et attirent les lecteurs. Le succès des comics publiés par Marvel permet à celle-ci de devenir la plus importante maison d'édition et DC est relégué au second plan. Cela n'empêchera pas DC de connaître de très grands succès dont celui de Mad. En effet, en 1964 DC rachète la maison d'édition EC Comics propriété de William Gaines. EC produit alors uniquement le magazine humoristique Mad dont les ventes dépassent 1 400 000 d'exemplaires. Sous la direction d'Al Feldstein elles atteindront le chiffre de 2 100 000 d'exemplaires dans les années 1970.
À cette époque, les couvertures ont rarement un lien avec l'histoire publiée dans le comics qu'elles ornent. En effet, elles sont souvent préparées avant même que le scénario soit écrit
En 1967, Kinney National Company achète National Periodical Publications puis en 1969 Warner Bros.-Seven Arts avant de se renommer Warner Communications en 1971.
En 1968, Carmine Infantino devient directeur de la publication. Sa politique éditoriale est alors de donner plus de liberté aux artistes et grâce à cela DC retrouve l'éclat qu'elle avait perdu, même si Marvel continue à dominer le marché. DC va alors se trouver un dessinateur vedette, comme Jack Kirby l'est pour Marvel, en la personne de Neal Adams. Celui-ci crée Deadman en collaboration avec Infantino au scénario, puis il reprend le personnage de Batman en en faisant un personnage plus sombre, plus proche du Batman des origines. Cet aspect de Batman sera maintenu par Dick Giordano qui succède à Adams. Par la suite Neal Adams collabore avec le scénariste Dennis O'Neil sur la série Green Lantern. Le récit ne se concentre plus sur la lutte entre le bien et le mal, mais développe des considérations politiques et sociales (place des Noirs, relation entre les sexes, drogue, etc.). Par ailleurs, Infantino parvient à attirer chez DC deux créateurs dont les noms étaient liés à Marvel : Steve Ditko et Jack Kirby. Steve Ditko crée en 1968 Le Creeper et Hawk and Dove, Jack Kirby, quant à lui, développe un nouvel univers, celui du Quatrième Monde, avec trois nouvelles séries (The New Gods, The Forever People, Mister Miracle) et la reprise de Superman's Pal Jimmy Olsen. Enfin à côté de ces auteurs reconnus, Infantino donne leur chance à de nouveaux venus, tels que Len Wein, Marv Wolfman, Gary Friedrich pour apporter du sang neuf.

### Années 1970
Après l'âge d'or et le renouveau de l'âge d'argent, l'âge de bronze, celui des années 1970, est lié à une crise du lectorat. Les super-héros attirent moins et ne parviennent pas à se renouveler. Toujours sous la houlette d'Infantino, DC propose des nouvelles séries pour attirer ceux qui délaissent les aventures super-héroïques. Ainsi paraissent les aventures du cowboy Bat Lash ou les récits fantastiques de The house of Secrets (où apparaît pour la première le personnage de Swamp Thing créé par Len Wein et Bernie Wrightson). Cet essai de diversification va culminer à la fin des années 1970 avec la « DC Explosion » qui est la promesse d'une augmentation du nombre de séries publiées avec un nombre de pages plus élevé pour chaque comics. Cette tentative se solde par un échec et fin 1978, la production est divisée par deux. Entretemps, DC va innover en travaillant avec son concurrent, Marvel Comics, pour éditer, en 1975, le premier crossover de l'histoire des comics : l'adaptation du film Le Magicien d'Oz. Ce projet sera suivi dès l'année suivante d'un crossover mettant en scène la rencontre entre Superman et Spider-Man écrit par Gerry Conway et dessiné par Ross Andru et Dick Giordano. En 1979, DC, à peine remis de l'échec de la « DC Explosion » crée un nouveau format de diffusion de comics : la mini-série. La première du genre est The World of Krypton écrit par Alan Kupperberg et dessiné par Howard Chaykin et Murphy Anderson qui est publiée ainsi parce que l'histoire était déjà écrite et dessinée, mais que le comics Showcase qui devait l'accueillir avait été supprimé.

### Crises et renouveau (depuis les années 1980)

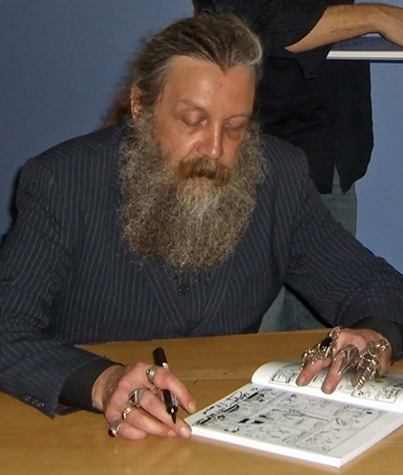
Alan Moore, auteur de Swamp Thing et de Watchmen.

En 1984, DC confie à Alan Moore le scénario de Swamp Thing ; le dessin est assuré par Stephen Bissette et John Totleben. Alan Moore reprend la série à partir du numéro 20 et dès l'épisode suivant il recrée entièrement le personnage. Rapidement, il fait évoluer la série vers l'horreur et écrit des histoires de moins en moins acceptables par le comics code si bien que le numéro 28 ne porte plus le sceau du comics code et que cela sera habituel à partir du numéro 30. Swamp Thing annonce déjà le nouvel âge des comics, mais ce sont trois mini-séries éditées par DC qui marquent la fin de l'âge de bronze des comics et l'avènement de l'âge moderne. En 1985, pour régler les problèmes liés à la coexistence de version modernes et anciennes de ses personnages ainsi que ceux rachetés à d'autres maisons d’éditions, DC Comics publie à l'occasion des cinquante ans de la société le « crossover » Crisis on infinite earths. Il s'agit d'une série en douze parties scénarisée par Marv Wolfman et dessinée par George Perez. Cette série réinvente complètement l'univers DC en se débarrassant du concept de Terres multiples tel qu'il était utilisé depuis des années, considéré comme confus. Au cours de cette saga, on assiste à la disparition de nombreux personnages et à la mise en place des bases servant à un redémarrage total de la chronologie de l'univers DC.
L'année suivante DC publie The Dark Knight Returns écrit et dessiné par Frank Miller et encré par Klaus Janson et Watchmen d'Alan Moore et Dave Gibbons, deux mini-séries qui vont donner le ton de la nouvelle ère qui commence après l'âge de bronze des comics et nommé âge moderne. Ces séries par leur contenu s'adressent à un public adulte et pour cette raison ni l'un ni l'autre ne portent le sceau du comics code. Ils connaissent, malgré cela, un grand succès public et critique. DC, tout en continuant à publier des séries tout-public, décide alors de publier plusieurs comics au contenu plus adulte sous la responsabilité éditoriale de Karen Berger. Ces comics sont Hellblazer, Shade, the Changing Man, Animal Man ou encore Sandman de Neil Gaiman. Ils seront ensuite formellement intégrés dans une collection nommée Vertigo et porteront sur la couverture l'avertissement For Mature Readers,.
Par ailleurs, après avoir longtemps eu son siège au 666 de la Cinquième avenue à New York, DC Comics déménage dans les années 1990 au 1700 de Broadway.
En 1996 commence une collaboration entre Jeph Loeb (scénariste de cinéma) et Tim Sale (au dessin) qui revisitent Batman: The Long Halloween et Dark Victory, qui sont aujourd'hui classées parmi les plus importantes publications sur le chevalier noir avec celles de Miller. Leur fructueuse entente artistique se poursuit avec un spin-off sur Catwoman. Dans les années 2000 Loeb devient un auteur majeur de l'éditeur au travers de crossovers Superman/Batman et collabore avec Jim Lee.
En 1998, DC Comics rachète Wildstorm, un des studios composant Image Comics, à Jim Lee qui en conserve la direction.
En 2005, en réplique à la collection Ultimate de Marvel, DC Comics lance la collection All-Star qui présente des aventures des héros de DC Comics les plus populaires réalisées par des auteurs célèbres. L'idée est de présenter des aventures hors de toute continuité, accessibles à tous, et basées sur les éléments des personnages que tout le monde connaît. Les deux premières séries lancées sont : All Star Batman and Robin, The Boy Wonder par Frank Miller et Jim Lee et Superman par Grant Morrison et Frank Quitely.
Les années 2000 sont marquées par le développement de crossovers qui apportent des changements importants dans l'univers DC. Ainsi, depuis 2004, des histoires racontant une « crise » ont été publiées chaque année : Identity Crisis (2004) se développe en Countdown to Infinite Crisis (2005), Infinite Crisis (2005-2006), 52 (2006-2007), Countdown to Finale Crisis (2007), Final Crisis 2008. En 2009 le crossover met en avant Green Lantern, s'intitule Blackest Night et donne naissance à celui de 2010 Brightest Day. Enfin, en 2011, Flash est à l'honneur avec le crossover Flashpoint qui est suivi en 2011-2012 de la recréation complète de l'univers DC. Toutes les séries recommencent alors avec un nouveau numéro 1. À cette occasion DC Comics change de logo comme elle l'avait déjà fait en 2005. En juillet 2023, lors du Comic-Con de San Diego, DC annonce la production de deux nouveaux films d'animation, Crisis on Infinite Earths, et Watchmen.

## Identité visuelle

Logos de la société depuis 1977.
Logo de la société de 1977 à 2005.
Logo de la société de 2005 à 2012.
Logo de la société de 2012 à 2016.
Logo de la société de 2016 à 2024.
Logo de la société depuis 2024.

## Personnages
Voir aussi la catégorie Personnage de comics DC et ses sous-catégories.

## Collections
- Amalgam Comics
- Vertigo
- Wildstorm
- Tangent Comics
- EC Comics éditeur de Mad
- Minx (comics)
- Milestone Media
- Paradox Press
- Piranha Press
- Impact Comics
- Elseworlds
- DC Archive Éditions

## Adaptations cinématographiques

### Films
| Année | Film                                      | Réalisateur                           | Distributeur                                                                          | Acteurs Principaux |
| ----- | ----------------------------------------- | ------------------------------------- | ------------------------------------------------------------------------------------- | --- |
| 1951  | Superman et les Nains de l'enfer          | Lee Sholem                            | Lippert Pictures                                                                      | George Reeves, Phyllis Coates, Jeff Corey, Walter Reed, J. Farrell MacDonald, Stanley Andrews, Ray Walker                                                               |
| 1966  | Batman                                    | Leslie H. Martinson                   | Twentieth Century Fox                                                                 | Adam West, Burt Ward, Cesar Romero, Lee Meriwether |
| 1978  | Superman                                  | Richard Donner                        | Warner Bros. Pictures                                                                 | Christopher Reeve, Marlon Brando, Gene Hackman, Jackie Cooper, Margot Kidder, Terence Stamp                                                                             |
| 1980  | Superman 2                                | Richard Lester                        | Warner Bros. Pictures                                                                 | Christopher Reeve, Margot Kidder, Gene Hackman, Jackie Cooper, Terence Stamp                                                                                            |
| 1982  | La Créature du marais                     | Wes Craven                            | Swampfilms                                                                            | Louis Jourdan, Adrienne Barbeau, Ray Wise |
| 1983  | Superman 3                                | Richard Lester                        | Warner Bros. Pictures                                                                 | Christopher Reeve, Richard Pryor, Jackie Cooper, Marc McClure, Annette O'Toole                                                                                          |
| 1984  | Supergirl                                 | Jeannot Szwarc                        | TriStar                                                                               | Helen Slater, Faye Dunaway, Hart Brochner, Maureen Teefy |
| 1987  | Superman 4 : Le face-à-face               | Sidney J. Furie                       | Warner Bros. Pictures                                                                 | Christopher Reeve, Gene Hackman, Jackie Cooper, Marc McClure, Margot Kidder                                                                                             |
| 1989  | La Créature du lagon : Le Retour          | Jim Wynorski                          | Lightyear Entertainment L.P.                                                          | Louis Jourdan, Heather Locklear, Dick Durock |
| 1989  | Batman                                    | Tim Burton                            | Warner Bros. Pictures                                                                 | Michael Keaton, Michael Gough, Pat Hingle, Billy Dee Williams, Kim Basinger, Jack Nicholson                                                                             |
| 1992  | Batman : Le Défi                          | Tim Burton                            | Warner Bros. Pictures                                                                 | Michael Keaton, Michael Gough, Pat Hingle, Danny DeVito, Michelle Pfeiffer                                                                                              |
| 1994  | The Shadow                                | Russell Mulcahy                       | Bregman/Baer Productions                                                              | Alec Baldwin, John Lone, Penelope Ann Miller, Ian McKellen, Tim Curry                                                                                                   |
| 1995  | Batman Forever                            | Joel Schumacher                       | Warner Bros. Pictures                                                                 | Val Kilmer, Michael Gough, Pat Hingle, Chris O'Donnell, Tommy Lee Jones, Jim Carrey                                                                                     |
| 1997  | Steel                                     | Kenneth Johnson                       | Quincy Jones-David Salzman Entertainment                                              | |
| 1997  | Batman et Robin                           | Joel Schumacher                       | Warner Bros. Pictures                                                                 | George Clooney, Chris O'Donnell, Michael Gough, Alicia Silverstone, Arnold Schwarzenegger, Uma Thurman                                                                  |
| 2002  | Les Sentiers de la perdition              | Sam Mendes                            | DreamWorks SKG                                                                        | Tom Hanks, Tyler Hoechlin, Paul Newman, Jude Law, Daniel Craig |
| 2003  | Dans la grotte de Batman                  | Paul A. Kaufman                       | Artisan Entertainment, The Kaufman Company                                            | Adam West, Burt Ward, Jack Brewer, Jason Marsden |
| 2003  | La Ligue des gentlemen extraordinaires    | Stephen Norrington                    | 20th Century Fox                                                                      | Sean Connery, Naseeruddin Shah, Peta Wilson, Tony Curran, Stuart Townsend, Jason Flemyng                                                                                |
| 2003  | American Splendor                         | Shari Springer Berman, Robert Pulcini | Good Machine, Dark Horse Entertainment                                                | Paul Giamatti, Harvey Pekar |
| 2004  | Catwoman                                  | Pitof                                 | Warner Bros. Pictures                                                                 | Halle Berry, Benjamin Bratt, Lambert Wilson, Sharon Stone |
| 2005  | Batman Begins                             | Christopher Nolan                     | Warner Bros. Pictures                                                                 | Christian Bale, Michael Caine, Gary Oldman, Morgan Freeman, Cillian Murphy, Katie Holmes, Liam Neeson                                                                   |
| 2005  | Constantine                               | Francis Lawrence                      | Warner Bros. Pictures                                                                 | Keanu Reeves, Rachel Weisz, Shia LaBeouf |
| 2005  | A History of Violence                     | David Cronenberg                      | New Line Cinema                                                                       | Viggo Mortensen, Maria Bello, Ashton Holmes, Ed Harris |
| 2005  | V pour Vendetta                           | James McTeigue                        | Warner Bros. Pictures                                                                 | Hugo Weaving, Natalie Portman, Stephen Rea, Stephen Fry, John Hurt |
| 2006  | Superman Returns                          | Bryan Singer                          | Warner Bros. Pictures                                                                 | Brandon Routh, Kate Bosworth, Kevin Spacey, James Marsden |
| 2008  | The Spirit                                | Frank Miller                          | Lions Gate Film                                                                       | Gabriel Macht, Samuel L. Jackson, Scarlett Johansson, Eva Mendes |
| 2008  | The Dark Knight : Le Chevalier noir       | Christopher Nolan                     | Warner Bros. Pictures                                                                 | Christian Bale, Michael Caine, Gary Oldman, Morgan Freeman, Cillian Murphy, Maggie Gyllenhaal, Heath Ledger, Aaron Eckhart                                              |
| 2009  | Watchmen : Les Gardiens                   | Zack Snyder                           | Warner Bros. Pictures                                                                 | Patrick Wilson, Jackie Earle Haley, Malin Akerman, Billy Crudup, Matthew Goode, Jeffrey Dean Morgan                                                                     |
| 2010  | Red                                       | Robert Schwentke                      | Summit Entertainment                                                                  | Bruce Willis, Mary-Louise Parker, John Malkovich, Morgan Freeman, Helen Mirren, Karl Urban, Brian Cox                                                                   |
| 2010  | The Losers                                | Sylvain White                         | Warner Bros. Pictures                                                                 | Jeffrey Dean Morgan, Idris Elba, Chris Evans |
| 2010  | Jonah Hex                                 | Jimmy Hayward                         | Warner Bros. Pictures, Legendary Pictures                                             | Josh Brolin, John Malkovich, Megan Fox, Michael Fassbender, Michael Shannon                                                                                             |
| 2011  | Green Lantern                             | Martin Campbell                       | Warner Bros. Pictures                                                                 | Ryan Reynolds, Blake Lively, Peter Sarsgaard, Mark Strong, Angela Bassett                                                                                               |
| 2012  | The Dark Knight Rises                     | Christopher Nolan                     | Warner Bros. Pictures                                                                 | Christian Bale, Michael Caine, Gary Oldman, Morgan Freeman, Cillian Murphy, Anne Hathaway, Tom Hardy, Joseph Gordon-Levitt, Marion Cotillard                            |
| 2012  | Dredd                                     | Pete Travis                           | Lions Gate Film                                                                       | Karl Urban, Olivia Thirlby, Lena Headey, Wood Harris, Domhnall Gleeson                                                                                                  |
| 2013  | Man of Steel                              | Zack Snyder                           | Warner Bros. Pictures, Legendary Pictures                                             | Henry Cavill, Amy Adams, Russell Crowe, Diane Lane, Kevin Costner, Michael Shannon, Laurence Fishburne                                                                  |
| 2013  | Red 2                                     | Dean Parisot                          | Summit Entertainment                                                                  | Bruce Willis, Mary-Louise Parker, John Malkovich, Catherine Zeta-Jones, Anthony Hopkins, Helen Mirren, Brian Cox                                                        |
| 2014  | Batman : Assaut sur Arkham                | Jay Oliva, Ethan Spaulding            | Warner Bros. Animation, DC Entertainment                                              | |
| 2016  | Batman : Le Retour des justiciers masqués | Rick Morales                          | DC Entertainment, Warner Bros. Animation                                              | Adam West, Burt Ward, Julie Newmar, Wally Wingert |
| 2016  | Batman v Superman : L'Aube de la Justice  | Zack Snyder                           | Warner Bros. Pictures                                                                 | Ben Affleck, Henry Cavill, Gal Gadot, Jesse Eisenberg, Amy Adams, Diane Lane, Jason Momoa, Jeremy Irons, Laurence Fishburne                                             |
| 2016  | Suicide Squad                             | David Ayer                            | Warner Bros. Pictures                                                                 | Will Smith , Jared Leto, Margot Robbie , Joel Kinnaman, Jai Courtney, Cara Delevingne, Viola Davis, Adewale Akinnuoye-Agbaje, Jay Hernández, Karen Fukuhara, Adam Beach |
| 2017  | Batman vs. Double-Face                    | Rick Morales                          | DC Entertainment, Warner Bros. Animation                                              | Adam West, Burt Ward, Julie Newmar, William Shatner |
| 2017  | Wonder Woman                              | Patty Jenkins                         | Warner Bros. Pictures                                                                 | Gal Gadot, Chris Pine, Robin Wright, Connie Nielsen, Danny Huston, David Thewlis, Elena Anaya, Lucy Davis, Saïd Taghmaoui, Ewen Bremner                                 |
| 2017  | Justice League                            | Zack Snyder et Joss Whedon            | Warner Bros. Pictures                                                                 | Ben Affleck, Gal Gadot, Henry Cavill, Ezra Miller, Jason Momoa, Ray Fisher, Ciarán Hinds, Amy Adams, Jeremy Irons, J. K. Simmons                                        |
| 2017  | Lego Batman, le film                      | Chris McKay                           | Warner Bros. Pictures                                                                 | Will Arnett, Michael Cera, Zach Galifianakis, Rosario Dawson, Ralph Fiennes                                                                                             |
| 2018  | Aquaman                                   | James Wan                             | Warner Bros. Pictures                                                                 | Jason Momoa, Amber Heard, Willem Dafoe, Dolph Lundgren, Patrick Wilson, Nicole Kidman                                                                                   |
| 2018  | Teen Titans Go ! Le film                  | Aaron Horvath Peter Rida Michail      | Warner Bros. Pictures                                                                 | Scott Menville, Hynden Walch, Greg Cipes, Tara Strong, Khary Payton, Kristen Bell, Will Arnett                                                                          |
| 2019  | Shazam!                                   | David F. Sandberg                     | Warner Bros. Pictures                                                                 | Zachary Levi, Mark Strong, Ron Cephas Jones, Jack Dylan Grazer |
| 2019  | Joker                                     | Todd Phillips                         | Warner Bros. Pictures                                                                 | Joaquin Phoenix, Robert De Niro, Zazie Beetz, Frances Conroy |
| 2020  | Birds of Prey                             | Cathy Yan                             | Warner Bros. Pictures                                                                 | Margot Robbie, Mary Elizabeth Winstead, Jurnee Smollett-Bell, Rosie Perez, Ewan McGregor, Chris Messina                                                                 |
| 2020  | Wonder Woman 1984                         | Patty Jenkins                         | Warner Bros. Pictures                                                                 | Gal Gadot, Chris Pine, Kristen Wiig, Pedro Pascal |
| 2021  | Zack Snyder's Justice League              | Zack Snyder                           | Warner Bros. Pictures                                                                 | Ben Affleck, Gal Gadot, Henry Cavill, Ezra Miller, Jason Momoa, Ray Fisher, Ciarán Hinds, Amy Adams, Jeremy Irons, J. K. Simmons, Jared Leto                            |
| 2021  | The Suicide Squad                         | James Gunn                            | Warner Bros. Pictures                                                                 | Margot Robbie, Joel Kinnaman, Viola Davis |
| 2022  | The Batman                                | Matt Reeves                           | Warner Bros. Pictures                                                                 | Robert Pattinson, Zoë Kravitz, Paul Dano, Jeffrey Wright, Colin Farrell                                                                                                 |
| 2022  | Krypto et les Super-Animaux               | Jared Stern, Sam Levine               | Warner Animation Group, DC Entertainment, Seven Bucks Productions, A Stern Talking To | Dwayne Johnson, Kevin Hart, Kate McKinnon, John Krasinski, Keanu Reeves                                                                                                 |
| 2022  | Catwoman: Hunted                          | Shinsuke Terasawa                     | Warner Bros. Animation, DC Entertainment                                              | |
| 2024  | Joker : Folie à deux                      |                                       |                                                                                       | |

## Adaptations télévisuelles

### Séries qui ne sont plus diffusées
| Titre                                               | Diffusion | Nombre de saison | Nombre d'épisodes | Chaîne d'Origine                                                                       | Chaîne Française                                    |
| --------------------------------------------------- | --------- | ---------------- | ----------------- | -------------------------------------------------------------------------------------- | --------------------------------------------------- |
| Les Aventures de Superman                           | 1952–1958 | 6                | 104               | Syndication                                                                            | Canal+                                              |
| Batman                                              | 1966–1968 | 3                | 120               | ABC                                                                                    | ORTF Télévision 2                                   |
| Shazam!                                             | 1974–1976 | 3                | 28                | CBS                                                                                    | Inédit                                              |
| Isis                                                | 1975–1976 | 2                | 22                | CBS                                                                                    | Inédit                                              |
| Wonder Woman                                        | 1975–1979 | 3                | 60                | CBS                                                                                    | Antenne 2/La Cinq                                   |
| Les Légendes des super–héros                        | 1979      | 1                | 2                 | NBC                                                                                    | Inédit                                              |
| Superboy                                            | 1988–1992 | 4                | 100               | Syndication                                                                            | TF1                                                 |
| Swamp Thing, la série                               | 1990–1993 | 3                | 72                | USA Network                                                                            | Inédit                                              |
| Flash                                               | 1990–1991 | 1                | 22                | CBS                                                                                    | TF1                                                 |
| Human Target                                        | 1992      | 1                | 7                 | ABC                                                                                    | Inédit                                              |
| Loïs et Clark : Les Nouvelles Aventures de Superman | 1993–1997 | 4                | 88                | ABC                                                                                    | M6                                                  |
| Smallville                                          | 2001–2011 | 10               | 218               | The WB/The CW                                                                          | M6/TF6                                              |
| Les Anges de la nuit                                | 2002–2003 | 1                | 13                | The WB                                                                                 | TF6                                                 |
| Human Target : La Cible                             | 2010–2011 | 2                | 25                | Fox                                                                                    | TF1                                                 |
| Constantine                                         | 2014–2015 | 1                | 13                | NBC                                                                                    | Inédit (disponible en VOSTFR sur Canalplay)         |
| Powerless                                           | 2017      | 1                | 12                | NBC                                                                                    | Inédit                                              |
| Gotham                                              | 2014-2019 | 5                | 100               | Fox                                                                                    | TMC/Warner TV                                       |
| iZombie                                             | 2014-2019 | 5                | 71                | The CW                                                                                 | France 4                                            |
| Krypton                                             | 2018-2019 | 2                | 20                | Syfy                                                                                   | Syfy                                                |
| Swamp Thing                                         | 2019      | 1                | 10                | DC universe                                                                            | Prime Video                                         |
| Preacher                                            | 2016-2019 | 4                | 43                | AMC                                                                                    | OCS Choc                                            |
| Watchmen                                            | 2019      | 1                | 9                 | HBO                                                                                    | OSC                                                 |
| Arrow                                               | 2012-2020 | 8                | 170               | The CW                                                                                 | Canal+ Family/TF1/Netflix                           |
| Lucifer (Vertigo)                                   | 2016-2021 | 5                | /                 | Fox (saison 1 à 3) Netflix (depuis la saison 4)                                        | 13e rue/Netflix                                     |
| Black Lightning                                     | 2018-2021 | 3                | 58                | The CW                                                                                 | Netflix                                             |
| Supergirl                                           | 2015-2021 | 5                | 126               | CBS (saison 1) The CW (depuis la saison 2) Série Club/TF1/TMC/CStar/Netflix (saison 2) | Netflix                                             |
| Legends of Tomorrow                                 | 2016-2022 | 5                | 110               | The CW                                                                                 | TMC saison 1/CStar saison 2 et 3/Netflix (saison 3) |
| Stargirl                                            | 2020-2022 | 3                | 39                | DC Universe/The CW                                                                     | Warner TV                                           |
| Flash                                               | 2014-2023 | 9                | 184               | The CW                                                                                 | TF1/TMC/Netflix (saison 4)                          |
| Titans                                              | 2018-2023 | 4                | 49                | DC Universe \| Netflix                                                                 |                                                     |

### Séries en diffusion
Note: DC Universe est la plateforme streaming de Warner Bros.

| Année        | Titre              | Créateur(s)                                   | Saisons | Chaîne d'origine                                   | Chaîne française |
| ------------ | ------------------ | --------------------------------------------- | ------- | -------------------------------------------------- | ---------------- |
| 2019-présent | Doom Patrol        | Arnold Drake, Bob Haney et Bruno Premiani     | 2       | DC Universe (saison 1)HBO MAX (depuis la saison 2) | Syfy             |
| 2019-2022    | Pennyworth         | Bruno Heller                                  | 2       | Epix                                               | Prime Video      |
| 2019-2022    | Batwoman           | Caroline Dries                                | 1       | The CW                                             | Warner TV        |
|              | The Canaries       |                                               | 1       | The CW                                             | Inédit           |
| 2020         | Superman & Lois    | Greg Berlanti, Sarah Schechter et Geoff Johns | 1       | The CW                                             | TF1              |
|              | Sandman (Vertigo)  | Neil Gaiman                                   |         | Netflix                                            | Netflix          |
| 2020         | Green Lantern      | Greg Berlanti                                 | 1       | HBO Max                                            | Inédit           |
| 2020         | Strange Adventures | Greg Berlanti                                 | 1       | HBO Max                                            | Inédit           |
| 2020         | DC Super Hero High | Elizabeth Banks                               | 1       | HBO Max                                            | Inédit           |
|              | Metropolis         |                                               |         | DC Universe                                        | Inédit           |

## Adaptations en Roman

### DC Icons
| Année | Titre                    | Créateur(s)     |
| ----- | ------------------------ | --------------- |
| 2017  | Wonder Woman: Warbringer | Leigh Bardugo   |
| 2018  | Batman: Nightwalker      | Marie Lu        |
| 2018  | Catwoman: Soulstealer    | Sarah J. Maas   |
| 2019  | Superman: Dawnbreaker    | Matt de la Peña |

## Adaptations en Manga
| Année | Titre                                 | Créateur(s)      |
| ----- | ------------------------------------- | ---------------- |
| 2017  | Batman and the Justice League, tome 1 | Shiori Teshirogi |
| 2018  | Batman and the Justice League,tome 2  | Shiori Teshirogi |
| 2018  | Batman and the Justice League, tome 3 | Shiori Teshirogi |
| 2019  | Batman and the Justice League, tome 4 | Shiori Teshirogi |
| 2019  | Batman Ninja, tome 1                  | Masato Hisa      |